# Gefecht am Piva Trail
Amerikanische Phase

1943

Treasury-Inseln –
Choiseul –
Torokina I –
Kaiserin-Augusta-Bucht –
Koromokina-Lagune –
Piva Trail –
Coconut Grove –
Piva Forks –
Kap St. George –
Koiari –

Hellzapoppin Ridge/Hügel 600A 

1944

Green Islands 

Torokina II 

Australische Phase

Pearl Ridge 

1945

Tsimba Ridge –
Slater’s Knoll –
Hongorai –
Porton Plantage –
Ratsua
Das Gefecht am Piva Trail zwischen dem United States Marine Corps und der Kaiserlich Japanischen Armee auf der Insel Bougainville fand am 8. und 9. November 1943 während der sogenannten Bougainville-Kampagne nach der Operation Cherryblossom am 1. November 1943 statt.
Die Kämpfe begannen landeinwärts vom US-Brückenkopf, als japanische Truppen des 23. Infanterieregimentes sich in Richtung des US-Brückenkopfes an der Koromokina-Lagune bewegten. Diese Truppen stießen auf US-Marines, die sich am Piva Trail, einem der begehbaren Wege nach Kap Torokina, positioniert hatten. Es war beabsichtigt, dass das 23. Infanterieregiment seinen Angriff mit einer Gegenlandung in der Koromokina-Lagune koordinieren würde. Dies geschah jedoch letztendlich nicht, da der Hauptangriff verzögert wurde und erst begann, als die Gegenlandung bereits gescheitert war. Die Kämpfe um den Piva Trail führten zu schweren Verlusten für die Japaner und wurden von einer Reihe von Aktionen im November und Dezember 1943 gefolgt, als die US-Streitkräfte versuchten, ihren Brückenkopf um Kap Torokina zu erweitern.

## Hintergrund
Anfang November landeten US-Streitkräfte am Kap Torokina und errichteten einen Brückenkopf als Teil der Bemühungen der Alliierten zur japanischen Hauptbasis um Rabaul vorzurücken. Deren Isolierung und Schwächung war ein Schlüsselziel der Operation Cartwheel. Dem amerikanischen Brückenkopf am Kap Torokina gegenüber standen Truppen der japanischen 17. Armee, kommandiert von General Harukichi Hyakutake. Die Hauptlast der Verteidigung lagen bei der 6. Division unter dem Kommando von Generalleutnant Masatane Kanda. Als Antwort auf die Landung der Alliierten versuchten die Japaner eine Gegenlandung an der Koromokina-Lagune (→ Gefecht an der Koromokina-Lagune) und begannen, Verstärkungen vom Süden Bougainvilles nach Norden zu senden.

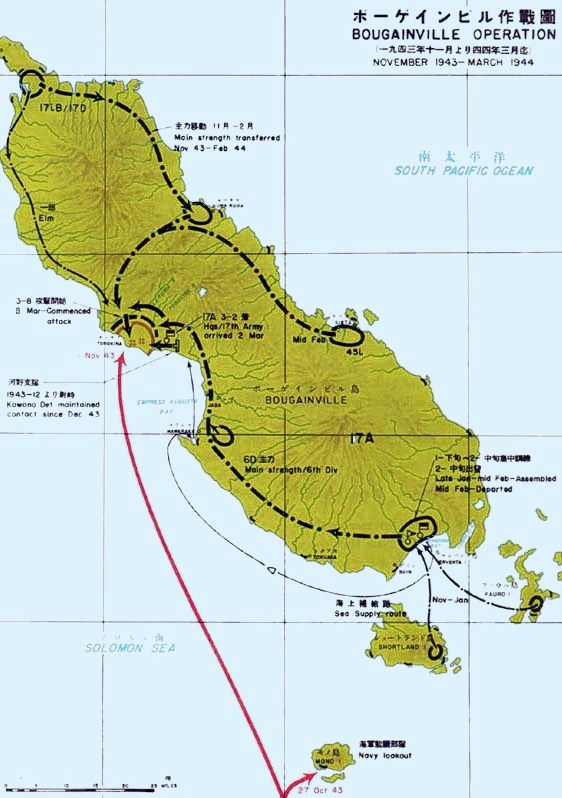
Karte der Truppenbewegungen auf Bougainville während der Kämpfe zwischen November 1943 und März 1944

Um den schmalen Brückenkopf zu schützen während weitere Verstärkungen und Vorräte eintrafen, rückten die US Marines landeinwärts vor und errichteten eine Straßensperre auf dem Piva Trail an der Kreuzung mit dem Numa Numa Trail, eine der wichtigsten Zufahrtsstraßen zum Kap Torokina. Um die Truppen zu verstärken, die bei der Koromokina-Lagune landen sollten, wurde das japanische 23. Infanterieregiment, das aus dem Süden von Bougainville vorrückte, beauftragt, die US-Truppen zu vertreiben, die sich am Piva-Pfad verschanzt hatten. Die Absicht der japanischen Führung war es, die Aktionen auf beiden Seiten des US-Brückenkopfes zu koordinieren und gleichzeitig stattfinden zu lassen, aber letztendlich wurde die Landung bei der Koromokina-Lagune vereitelt, bevor das 23. Infanterieregiment in vollem Umfang einen Angriff gegen die Verteidiger entlang des Piva Trail starten konnte.

## Gefecht
In der Nacht vom 5. auf den 6. November wehrten die Marines zwei Angriffe des 23. japanischen Infanterieregiments ab. Colonel Edward A. Craig, Befehlshaber des 9. Regiments der Marines, zu dem das 2. Raider Bataillon gehörte, vermutete, dass dies nur eine vorbereitende Aktion war und führte weitere Kräfte heran, um die Straßensperre zu verstärken. Am 7. November erfolgte ein weiterer japanischer Angriff, aber die verstärkten US-amerikanischen Truppen konnten die Attacke abwehren und die Japaner bis zum Dorf Piva zurückdrängen. Am frühen Morgen des 8. November erneuerte Generalmajor Iwasa Shun, Kommandeur des sogenannten Iwasa-Abteilung der japanischen 6. Division den Angriff mit zwei vollständigen Bataillonen. Die US-Marines brachten zusätzliche Kräfte des 3. Raider Bataillons sowie leichte Panzer als Flankenschutz heran und wehrten die Frontalangriffe der japanischen Streitkräfte ab.

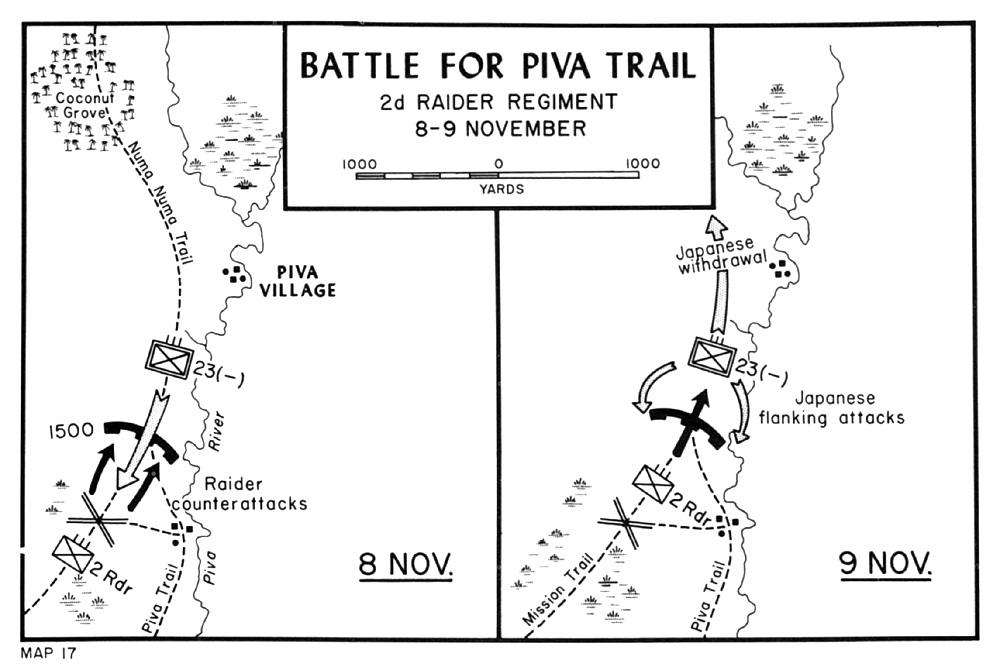
Das Gefecht am Piva Trail

General Allen Turnage, Kommandeur der 3. Marine Division, entschied, dass die japanischen Truppen auf dem Pfad eine Bedrohung des Landestreifens darstellten und sie vertrieben werden mussten. Am Morgen des 9. Novembers begann der Angriff der Marines, allerdings hatten die japanischen Truppen mehrere gut platzierte Maschinengewehre und wollten gerade einen eigenen Angriff beginnen, so dass sich ein blutiges Patt entwickelte. Am Nachmittag zogen sich die japanischen Truppen auf das Dorf Piva zurück und die US-Marines besetzten die Kreuzung Piva Trail und Numa Numa Trail.
Am frühen Vormittag des 10. November führten 12 Grumman TBF Avenger Bomber einen Luftschlag gegen die japanischen Positionen gegenüber den US-Marines entlang des Numa-Numa Trails durch. Gegen 10:00 Uhr rückten die US-Streitkräfte auf das Dorf vor, wobei sie von Artillerie unterstützt wurden. Der Vormarsch traf auf keinen Widerstand. Zwei Bataillone des 9. Marine-Regiments folgten den Angreifern und besetzten das Dorf Piva kurz nach 13:00 Uhr. Als der Brückenkopf um Kap Torokina erweitert wurde, gelang es den 9. Marines, sich mit den Marines des 3. Regiments zu ihrer Linken zu verbinden. In der Zwischenzeit wurde das 2. Raider-Bataillon abgelöst und in die Reserve versetzt.

## Auswirkungen
Die Verluste während der Kämpfe um den Piva Trail waren hoch. Es wird geschätzt, dass die Japaner bis zu 550 Tote verloren, wobei 125 am ersten Tag und über 140 am zweiten Tag getötet wurden. Die Marines verloren im Laufe beider Tage 20 Tote und 57 Verwundete. In der Folge begannen die US-Streitkräfte, den Umkreis um den Brückenkopf zu erweitern und systematisch auf mehrere japanische Verteidigungslinien im Landesinneren vorzurücken. Eine Aufklärungspatrouille folgte anschließend dem Numa-Numa-Pfad weiter und fand noch mehrere Standorte für den möglichen Bau von Flugplätzen jenseits des Brückenkopfs. Das 21. Marineregiment wurde entsandt, um der Patrouille auf dem Pfad zu folgen und das Gebiet für den Bau von Flugplätzen von feindlichen Streitkräften zu räumen. Dabei wurden sie einige Male von japanischen Truppen überfallen, was am 13.–14. November zum Gefecht im Coconut Grove führte. Eine weitere Aktion war das Gefecht von Piva Forks Ende November.
In der Zwischenzeit wurden weitere Verstärkungen und Vorräte am Kap Torokina gelandet und Streitkräfte der US-Armee trafen ein, um die Marines zu verstärken. Ende Dezember waren die Arbeiten an den Flugplätzen abgeschlossen und Luftangriffe auf die japanische Basis bei Rabaul begannen. Außerdem legten Flugzeuge Minen zwischen Buka Island und Bougainville, in der sogenannten Buka-Passage, um die japanischen Versorgungslinien zu unterbrechen. Nachdem das japanische Oberkommando, das anfangs Kräfte zurückgehalten hatte, um das nördliche Bougainville zu verstärken, erkannt hatte, dass die Landung am Kap Torokina keine Finte zur Ablenkung war und kein weiterer Angriff auf Buka (Buka, Papua-Neuguinea) folgen würde, begann es langsam, Truppen aus dem südlichen Bougainville nach Norden in Richtung Torokina zu verlegen und landete bis Ende Dezember kleinere Einheiten in der Nähe der Empress Augusta Bay. Auf US-amerikanischer Seite wurden mehrere Luftangriffe auf die japanischen Streitkräfte um den Brückenkopf herum geflogen, unterstützt von herangebrachter Artillerie. Ende Dezember wurde dieser Bereich zum Schauplatz weiterer Kämpfe, als dem 21. Marineregiment befohlen wurde, die japanischen Stellungen einzunehmen. Danach trat eine Pause in den Kämpfen auf Bougainville ein, als die Japaner beschlossen, einen konzertierten Gegenangriff auf Torokina bis März 1944 zu verschieben.